# Lugașu de Jos (gmina)
Lugașu de Jos – gmina w Rumunii, w okręgu Bihor. Obejmuje miejscowości Lugașu de Jos, Lugașu de Sus i Urvind. W 2011 roku liczyła 3580 mieszkańców.